# 陳瓚 (嘉靖丁未進士)
陳瓚（1506年—1578年），字敬夫，號玉泉，直隸河間府獻縣圈头村人（今献县淮镇圈头村）人，民籍，明朝政治人物。

## 生平
嘉靖二十二年（1543年）癸卯科順天鄉試第一百二十三名。嘉靖二十六年（1547年）丁未科會試第二百三十八名，殿試三甲第一百八十四名進士。吏部觀政，初任山西阳曲县知县，迁山东道监察御史，四十一年二月升山东按察司副使，歷官河南参政、河南按察使、山东右布政使，隆庆四年（1570年）二月升光禄寺卿，四月升都察院右佥都御史、巡抚四川，十一月升都察院左副都御史，五年十一月升户部右侍郎，六年七月升左侍郎，萬曆三年（1575年）四月升南京户部尚书，六月改任都察院左都御史，掌院事。五年十月三疏乞休，令驰驿回籍，六年四月卒，赐祭葬，贈太子太保，谥“简肃”。

## 家族
曾祖陳英；祖父陳思義；父陳大川，封知县。母劉氏，封孺人。